# آینه بی‌نهایت

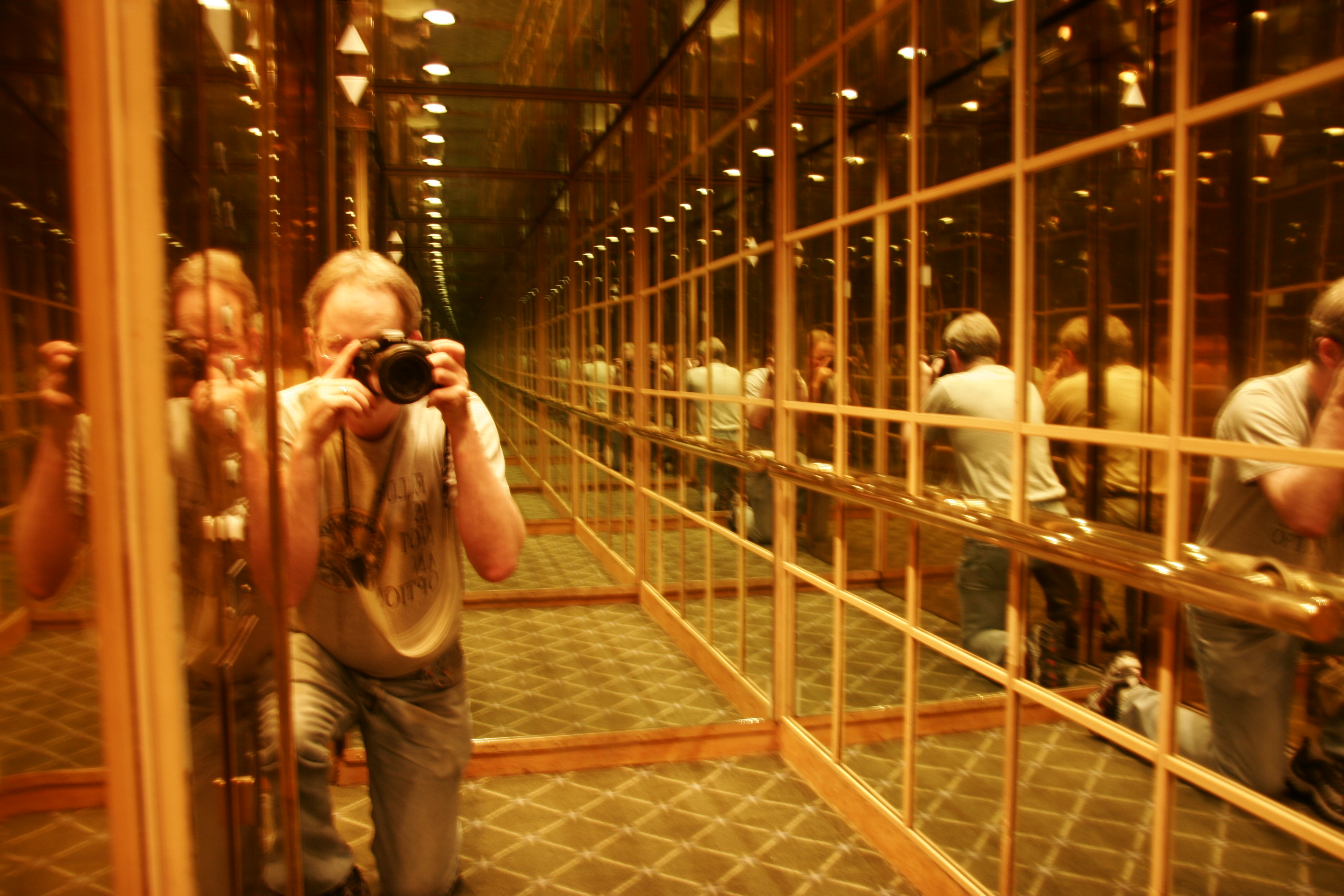
اثر آینه بی‌نهایت می‌تواند در دو جهت گسترش یابد، در صورتی که آینه‌های اضافی در زوایای ۹۰ درجه قرار داده شوند.

آینه بی‌نهایت نوعی آرایش خاص از دو یا چند آینه موازی یا زاویه‌دار است که باعث ایجاد مجموعه‌ای از بازتاب‌های کوچک‌تر و کوچک‌تر می‌شود که به نظر می‌رسد تا بی‌نهایت ادامه دارند.
در بسیاری از موارد، آینه جلویی در این ترکیب به‌صورت نیمه‌نقره‌ای (یا آینه یک‌طرفه) ساخته می‌شود، اما برای ایجاد این اثر الزامی نیست. جلوه‌ای مشابه این پدیده در آثار هنری با نام اثر دروسته شناخته می‌شود. آینه‌های بی‌نهایت گاهی در طراحی داخلی یا در آثار هنری مورد استفاده قرار می‌گیرند.

## توصیف

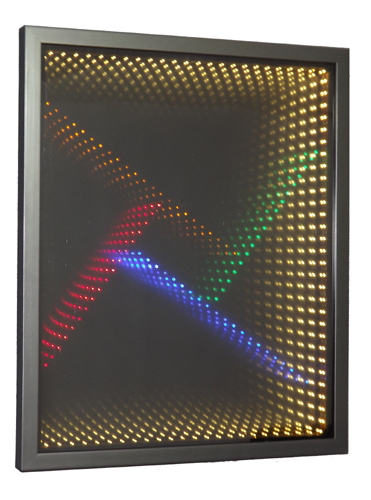
یک آینه بی‌نهایت خودکفا که به‌عنوان تزئین دیوار استفاده می‌شود

در یک آینه بی‌نهایت کلاسیک، مجموعه‌ای از لامپ‌ها، ال‌ئی‌دی یا دیگر منابع نوری نقطه‌ای در اطراف یک آینه کاملاً بازتاب‌دهنده قرار می‌گیرند و یک آینه دوم که به‌صورت نیمه‌شفاف یا آینه یک‌طرفه است، در فاصله‌ای کوتاه و به‌طور موازی در مقابل آن نصب می‌شود. هنگامی که یک ناظر از بیرون به سطح آینه نیمه‌شفاف نگاه می‌کند، چراغ‌ها به نظر می‌رسند که به سمت بی‌نهایت عقب می‌روند و جلوه‌ای شبیه به یک تونل عمیق ایجاد می‌شود که دیواره‌های آن با نور پوشیده شده است.
اگر آینه‌ها دقیقاً موازی نباشند و کمی زاویه‌دار باشند، «دالان بصری» به‌گونه‌ای دیده می‌شود که به یک طرف متمایل شده و در مسیر خود به سمت بی‌نهایت منحرف می‌شود. این اثر همچنین زمانی مشاهده می‌شود که فرد بین دو آینه کاملاً بازتاب‌دهنده بایستد، مانند برخی از رختکن‌ها، آسانسور‌ها یا خانه آینه‌ها.
نوع ضعیف‌تر این پدیده را می‌توان با ایستادن بین هر دو سطح بازتابی موازی مشاهده کرد، مانند دیوارهای شیشه‌ای لابی ورودی برخی ساختمان‌ها. در این حالت، شیشه نیمه‌شفاف این اثر را ایجاد می‌کند، اما با کاهش شدت به دلیل وجود نوفه بصری از محیط اطراف.

## توضیح اثر
اثر توهم سه‌بعدی آینه بی‌نهایت در شرایطی ایجاد می‌شود که دو سطح بازتاب‌دهنده موازی قرار داشته باشند و بتوانند یک پرتو نور را به‌طور مداوم بازتاب دهند. انعکاس‌های ایجادشده به نظر می‌رسند که به فاصله دورتری عقب می‌روند، زیرا در واقع نور در همان مسیری که دیده می‌شود در حال حرکت است. انعکاس‌ها همچنین ممکن است در فاصله دورتر کم‌نورتر به نظر برسند، زیرا آینه‌ها بخشی از نور را جذب کرده و همه آن را منعکس نمی‌کنند.
برای مثال، در یک آینه بی‌نهایت که ضخامت آن دو سانتی‌متر است و منبع نوری در وسط قرار دارد، نور در ابتدا یک سانتی‌متر را طی می‌کند. اولین انعکاس یک سانتی‌متر تا آینه پشتی حرکت می‌کند و سپس دو سانتی‌متر به سمت آینه جلویی بازمی‌گردد و از آن عبور می‌کند، که در مجموع مسافتی برابر با سه سانتی‌متر را طی می‌کند. بازتابش دوم دو سانتی‌متر از آینه جلویی تا آینه پشتی حرکت می‌کند و دوباره دو سانتی‌متر از آینه پشتی به سمت آینه جلویی بازمی‌گردد، که در مجموع چهار سانتی‌متر به مسیر قبلی اضافه می‌شود و انعکاس دوم در فاصله هفت سانتی‌متری از آینه جلویی دیده می‌شود. هر انعکاس پیاپی، چهار سانتی‌متر دیگر به فاصله کل اضافه می‌کند (انعکاس سوم در فاصله ۱۱ سانتی‌متری، چهارم در ۱۵ سانتی‌متری و به همین ترتیب ادامه دارد).
هر بازتاب اضافی، مسیر نوری را که قبل از خروج از آینه و رسیدن به بیننده طی می‌شود، طولانی‌تر می‌کند. معمولاً بازتاب نور باعث کاهش روشنایی تصویر نیز می‌شود که این امر به دلیل وجود ناخالصی‌ها در شیشه رخ می‌دهد. برای مثال، بیشتر آینه‌ها از شیشه‌ای ساخته می‌شوند که مقدار کمی اکسید آهن دارد، و همین امر باعث می‌شود که بازتاب، اندکی دارای ته‌رنگ سبز کم‌نور باشد. با تکرار بازتاب‌ها، روشنایی تصویر به‌تدریج کاهش می‌یابد و رنگ سبز در آن بیشتر می‌شود. با این حال، آینه‌هایی که به‌طور خاص برای آینه‌های بی‌نهایت استفاده می‌شوند، آرمانی‌تری نوع آینه هستند زیرا در آنها نور فقط هنگام خروج از آینه از میان شیشه عبور می‌کند، در نتیجه میزان از دست رفتن نور کمتر است.

## اشاره‌های فرهنگی
یکی از نخستین نمونه‌های اشاره به آینه بی‌نهایت در تاریخ بوداگرایی چینی دیده می‌شود، جایی که فازانگ (۶۴۳–۷۱۲)، پاتریارک بوداگرایی هوایان، برای نشان دادن اصل «ده‌گانه» در هوایان جینگ، ده آینه را در اطراف یک مجسمه بودا قرار داد—هشت آینه به‌صورت هشت‌ضلعی، همراه با دو آینه دیگر روی زمین و سقف. هنگامی که او مشعلی را روشن کرد، نور آن و تصویر روشن‌شده بودا در داخل بازتاب‌های متعدد آینه‌ها در سراسر اتاق دیده می‌شد.
هنرمندان تجسمی، به‌ویژه در حوزه مجسمه‌سازی مدرن، از آینه‌های بی‌نهایت در آثار خود استفاده کرده‌اند. یایویی کوساما، جوزایا مک‌الهنی، ایوان ناوارو، تیلور دیویس، آنتونی جیمز، و گیوم لاشاپل همگی آثاری خلق کرده‌اند که از آینه بی‌نهایت برای ایجاد حس فضای نامحدود استفاده می‌کند.
آهنگساز کلاسیک معاصر، آروو پرت، در سال ۱۹۷۸ قطعه آینه در آینه ("Spiegel im Spiegel") را به‌عنوان بازتاب موسیقایی از اثر آینه بی‌نهایت نوشت.